# Тіптонвілл (Теннессі)
Тіптонвілл (англ. Tiptonville) — місто (англ. town) в США, в окрузі Лейк штату Теннессі. Населення — 3976 осіб (2020).

## Географія
Тіптонвілл розташований за координатами 36°22′38″ пн. ш. 89°28′52″ зх. д. / 36.37722° пн. ш. 89.48111° зх. д. (36.377308, -89.481124).  За даними Бюро перепису населення США в 2010 році місто мало площу 5,32 км², уся площа — суходіл.

## Демографія
Згідно з переписом 2010 року, у місті мешкали 4464 особи в 890 домогосподарствах у складі 528 родин. Густота населення становила 839 осіб/км².  Було 1000 помешкань (188/км²).
Расовий склад населення:
| - 57,4 % — білих - 40,2 % — чорних або афроамериканців - 0,2 % — корінних американців - 0,2 % — азіатів |

До двох чи більше рас належало 1,3 %. Частка іспаномовних становила 2,0 % від усіх жителів.
За віковим діапазоном населення розподілялося таким чином: 12,0 % — особи молодші 18 років, 78,0 % — особи у віці 18—64 років, 10,0 % — особи у віці 65 років та старші. Медіана віку мешканця становила 35,9 року. На 100 осіб жіночої статі у місті припадало 292,3 чоловіків;  на 100 жінок у віці від 18 років та старших — 335,1 чоловіків також старших 18 років.
Середній дохід на одне домашнє господарство  становив 39 717 доларів США (медіана — 27 690), а середній дохід на одну сім'ю — 45 945 доларів (медіана — 35 500). Медіана доходів становила 27 361 долар для чоловіків та 32 560 доларів для жінок. За межею бідності перебувало 33,1 % осіб, у тому числі 55,1 % дітей у віці до 18 років та 9,2 % осіб у віці 65 років та старших.
Цивільне працевлаштоване населення становило 602 особи. Основні галузі зайнятості: освіта, охорона здоров'я та соціальна допомога — 29,1 %, мистецтво, розваги та відпочинок — 19,3 %, публічна адміністрація — 14,5 %.